# Bahnstrecke Haidhof–Burglengenfeld
| Empfangsgebäude Burglengenfeld |                      |                                              |                                              |
| Streckennummer (DB): | 5864                 |                                              |                                              |
| Kursbuchstrecke (DB): | 425b                 |                                              |                                              |
| Kursbuchstrecke: | 425a (1946)          |                                              |                                              |
| Streckenlänge: | 6,9 km               |                                              |                                              |
| Spurweite: | 1435 mm (Normalspur) |                                              |                                              |
| Streckenklasse: | C2                   |                                              |                                              |
| Streckengeschwindigkeit: | 50 km/h              |                                              |                                              |
| |                      |                                              |                                              |
| \| \| \| von Regensburg \| \| \| \| 0,0 \| Maxhütte-Haidhof früher: Haidhof \| 390 m \| \| \| \| nach Weiden \| \| \| \| \| Infrastrukturgrenze DB InfraGO / BRE \| \| \| \| 1,4 \| Maxhütte (Oberpf) (Personenverkehr bis 1954) \| Maxhütte (Oberpf) (Personenverkehr bis 1954) \| \| \| \| Anschluss TD Haidhof \| \| \| \| \| Anschluss Läpple AG \| \| \| \| \| Anschluss Tongrube Teublitz \| \| \| \| 3,2 \| Teublitz (Oberpf) \| Teublitz (Oberpf) \| \| \| \| Bundesstraße 15 \| \| \| \| 4,2 \| Saltendorf \| Saltendorf \| \| \| 5,6 \| Wölland (bis ?) \| Wölland (bis ?) \| \| \| \| Naab (160 m) \| \| \| \| 6,9 \| Burglengenfeld \| 346 m \| \| \| \| Anschluss Zementwerk \| \| \| \| \| Anschluss BayWa \| \| |                      |                                              |                                              |
| Strecke |                      | von Regensburg                               | von Regensburg                               |
| Bahnhof | 0,0                  | Maxhütte-Haidhof früher: Haidhof             | 390 m                                        |
| Abzweig geradeaus und nach rechts |                      | nach Weiden                                  | nach Weiden                                  |
| Wechsel des Eisenbahninfrastrukturunternehmens |                      | Infrastrukturgrenze DB InfraGO / BRE         | Infrastrukturgrenze DB InfraGO / BRE         |
| ehemaliger Haltepunkt / Haltestelle | 1,4                  | Maxhütte (Oberpf) (Personenverkehr bis 1954) | Maxhütte (Oberpf) (Personenverkehr bis 1954) |
| Abzweig geradeaus und nach links |                      | Anschluss TD Haidhof                         | Anschluss TD Haidhof                         |
| Abzweig geradeaus und nach links |                      | Anschluss Läpple AG                          | Anschluss Läpple AG                          |
| Abzweig geradeaus und ehemals nach rechts |                      | Anschluss Tongrube Teublitz                  | Anschluss Tongrube Teublitz                  |
| ehemaliger Bahnhof | 3,2                  | Teublitz (Oberpf)                            | Teublitz (Oberpf)                            |
| Bahnübergang |                      | Bundesstraße 15                              | Bundesstraße 15                              |
| ehemaliger Haltepunkt / Haltestelle | 4,2                  | Saltendorf                                   | Saltendorf                                   |
| ehemaliger Haltepunkt / Haltestelle | 5,6                  | Wölland (bis ?)                              | Wölland (bis ?)                              |
| Brücke über Wasserlauf |                      | Naab (160 m)                                 | Naab (160 m)                                 |
| Dienststation / Betriebs- oder Güterbahnhof | 6,9                  | Burglengenfeld                               | 346 m                                        |
| Abzweig ehemals geradeaus und nach rechts |                      | Anschluss Zementwerk                         | Anschluss Zementwerk                         |
| |                      | Anschluss BayWa                              |                                              |

Die Bahnstrecke Haidhof–Burglengenfeld (auch „Städtedreiecksbahn“ genannt) ist eine eingleisige, nicht elektrifizierte Nebenbahn in Bayern. Sie verläuft von der Hauptstrecke Regensburg–Weiden zur ehemaligen Kreisstadt Burglengenfeld an der Naab.

## Geschichte
Der Bau der Eisenbahnen im 19. Jahrhundert führte zu einer spürbaren Belebung der Eisenindustrie in der Oberpfalz. So entstand nahe dem Ort Haidhof im Bezirksamt Burglengenfeld das Eisenwerk Maximilianshütte, das vornehmlich Eisenbahnschienen herstellte. Seit dem 5. August 1869 bestand für den Gütertransport eine werkseigene Gleisverbindung zu der zehn Jahre zuvor von der AG der Bayerischen Ostbahnen eröffneten Hauptbahn Nürnberg–Schwandorf–Regensburg.
Trotzdem dauerte es noch dreißig Jahre, bis die Strecke nach Burglengenfeld verlängert und am 25. September 1899 durch die Bayerischen Staats-Eisenbahnen dem allgemeinen Verkehr übergeben wurde.

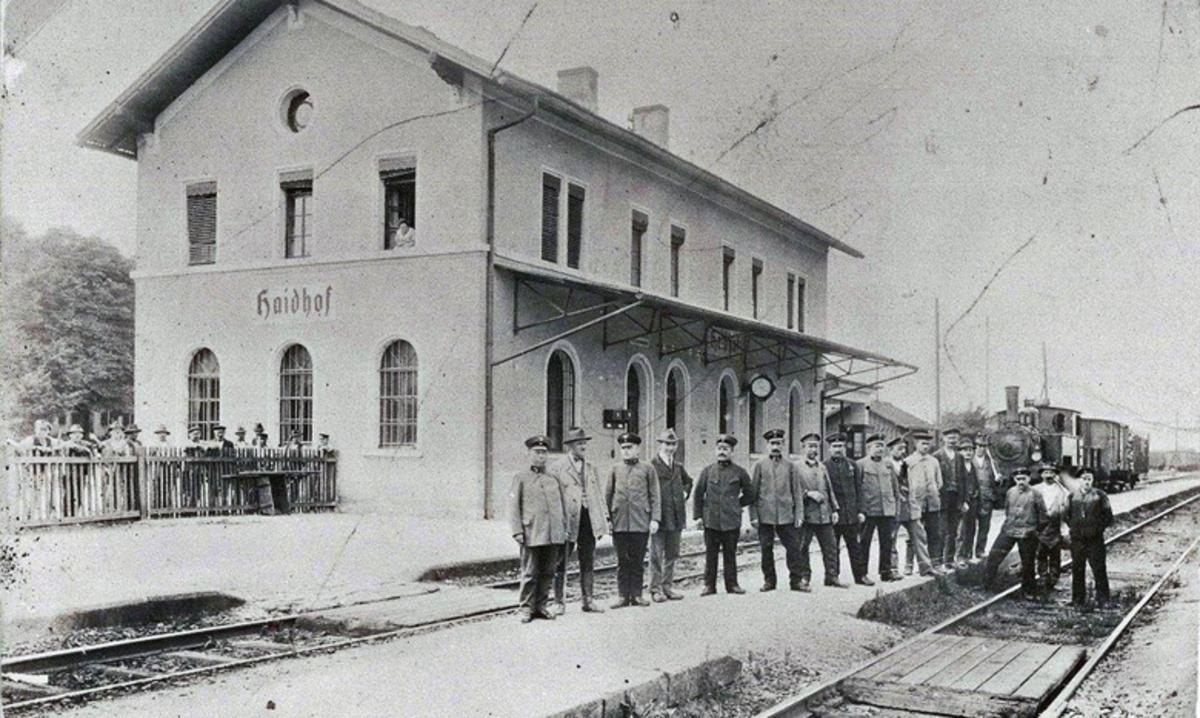
Bahnhof Haidhof 1899

Trotz der Möglichkeit einer deutlich kürzeren Direktverbindung über den Augustenhof wurde beschlossen die Industriegleise der Maxhütte mit einzubeziehen und die Strecke über Teublitz, Saltendorf und Wölland führen zu lassen. Verantwortlich dafür waren unter anderem wirtschaftliche Überlegungen: es waren mehr Fahrgäste und ein höheres Frachtaufkommen zu erwarten. Die erste Fahrt auf der neuen Strecke fand am 28. August 1899 statt, begleitet von Feierlichkeiten und zahlreichen Ehrengästen an den verschiedenen Haltestationen.
Im Sommer 1914 verkehrten sechs Personenzugpaare auf der Strecke, die bei Burglengenfeld die Naab überquert, und 1939 waren es acht (sonntags sieben); 1950 war die Zahl sogar auf zehn gestiegen, darunter einige Triebwagen, von denen zwei Paare von Regensburg bis Burglengenfeld und zurück fuhren. Doch in den folgenden Jahren wurden immer mehr Zugfahrten durch Omnibusse ersetzt und der Personenverkehr auf der Schiene am 1. Februar 1967 eingestellt. Die letzte Dampflok fuhr am 29. September 1973. Der Bahnhof Haidhof wurde in Maxhütte-Haidhof umbenannt. Der Güterverkehr wird auf der ganzen Strecke weiter bedient.
Im Herbst 2014 wurde bekannt, dass die DB Netz AG die Strecke für rund 168 000 Euro zum Kauf oder für etwas mehr als 13 400 Euro pro Jahr zur Pacht anbietet. Im Herbst 2015 hat sich die Initiative PRO-Städtedreiecksbahn gegründet, die die Reaktivierung der Strecke für den Personenverkehr zum Ziel hat. Dabei wird eine „Stadt-Umlandbahn Regensburg“ mit den Endbahnhöfen Burglengenfeld und Langquaid diskutiert.

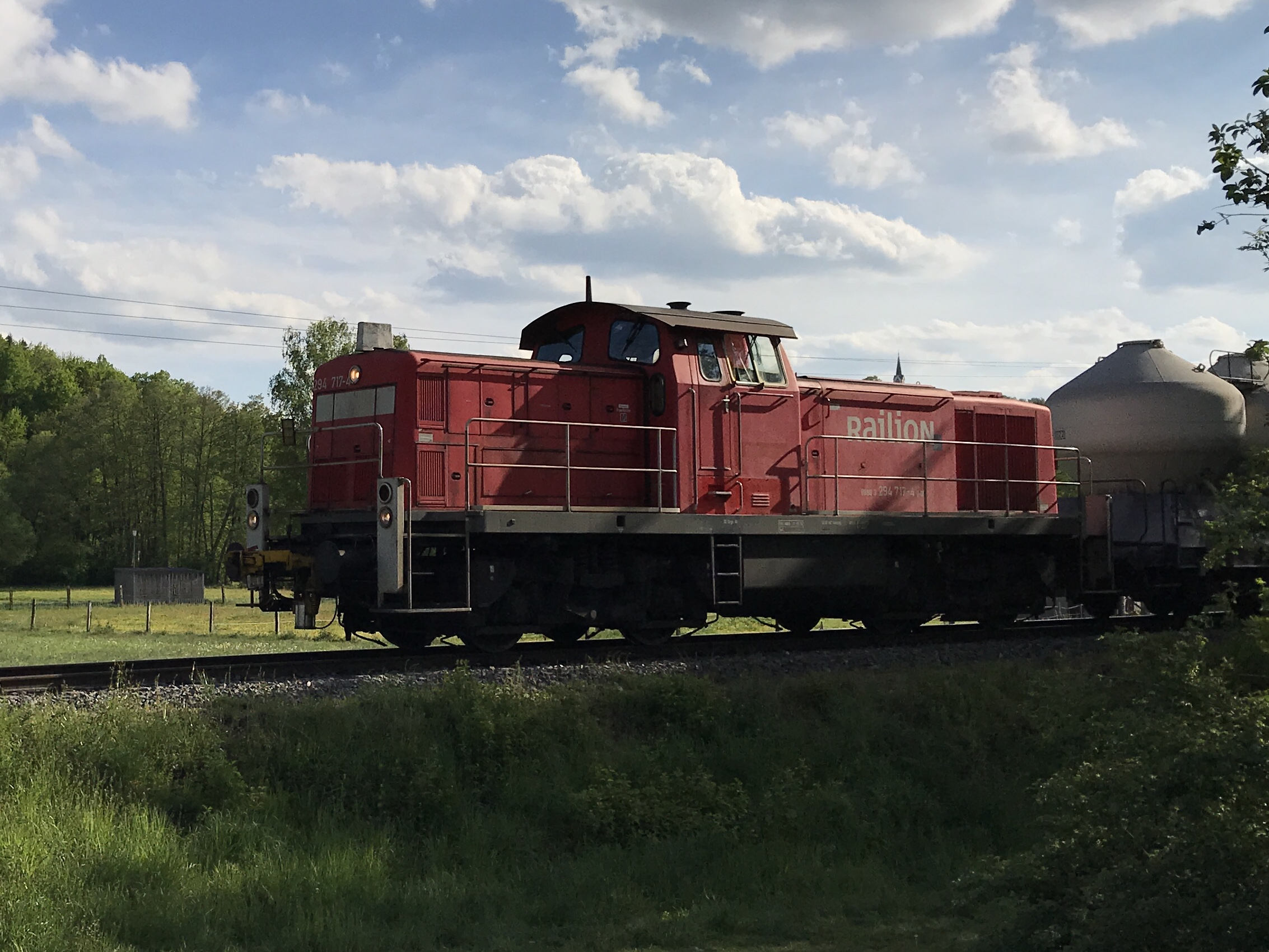
294 717-4 kurz nach dem Verlassen des Bahnhofs Burglengenfeld im Mai 2020

2016 kaufte die HeidelbergCement als einziger Anschließer die Strecke. Am 18. März 2018 wurde diese durch den Bayerischen Verkehrsminister an die Bayerische Regionaleisenbahn (BRE), eine Tochter der Deutschen Regionaleisenbahn (DRE), übergeben, die die Strecke als Eisenbahninfrastrukturunternehmen seit dem 1. April 2018 unter der Bezeichnung Zementbahn betreibt.
Im August 2020 wurde bekannt, dass eine durch die Bayerische Eisenbahngesellschaft (BEG) durchgeführte Fahrgastpotentialprognose über 1000 Fahrgäste pro Werktag erreicht. Somit ist eine Reaktivierung der Strecke für den öffentlichen Personennahverkehr möglich.
In einer sechsmonatigen Streckenunterbrechung wurde die 160 Meter lange Brücke über die Naab grundlegend saniert. Dadurch war der Anschluss des Zementwerkes erst wieder ab Anfang April 2022 erreichbar.

### Reaktivierung für den Personenverkehr
Im Jahre 2014 drohte die Stilllegung der Bahnstrecke; im Herbst dieses Jahres wurde diese zum Verkauf ausgeschrieben. Die Vertreter der BEG besichtigten daraufhin die Bahnstrecke. Am 5. November 2014 wurde ein Landratschreiben an Staatsminister Herrmann mit einem Veto bezüglich des Stilllegungsverfahren eingereicht. Der Kreistag fasste im Juli 2015 den Beschluss, die Bahnstrecke zu erhalten. Bereits einen Monat zuvor erfolgte ein Beschluss der KUTA. Im August wurden die Beschlüsse durch den Landrat an die BEG übermittelt. Im Herbst 2015 wurde die Initiative PRO-Städtedreiecksbahn gegründet. Im November und Dezember 2015 folgte eine Erhebung der Fahrgästen an der Linie 41. Zwischen Juli und Oktober 2017 erfolgten mehrere Rücksprachen bzgl. Potenzialprognose zwischen Landratsamt und BEG. Im Herbst 2019 äußerte sich das bayerische Verkehrsministeriums positiv zur Erfolgsaussicht des Reaktivierungsverfahrens. Im September 2020 wurden erste Ergebnisse veröffentlicht, wonach die BEG diese Bahnstrecke für reaktivierungswürdig hält, das Kriterium von mindestens 1000 Fahrgästen pro Tag sei je nach Variante erreichbar.
Am 12. Oktober 2020 tagte der Kreisausschuss des Landkreises Schwandorf zum Thema Reaktivierung. Hier gab es einen einstimmigen Empfehlungsbeschluss für den Kreistag, die vier Kriterien der BEG zur Reaktivierung anzuerkennen und das Vorhaben weiterzuverfolgen. „Für uns ist das ein ganz wichtiges Projekt“, hatte zuvor Landrat Thomas Ebeling (CSU) gesagt. Das könne ein Beitrag sein, um die Autobahn und den Bahnhof Maxhütte zu entlasten. Vier Bahnhaltestellen soll es voraussichtlich geben: in der Nähe des ehemaligen Empfangsgebäudes Burglengenfeld, Burglengenfeld Ost, Teublitz West und Teublitz Ost. In Burglengenfeld sollen die entlegeneren Wohngebieten mit der derzeitigen Stadtbuslinie angebunden werden. Ein 2023 vorgestelltes Gutachten ermittelte Kosten von über 22 Millionen Euro für eine Ertüchtigung der Infrastruktur. Dabei seien Gleiserneuerungen für eine Erhöhung der Streckenhöchstgeschwindigkeit auf 80 km/h, neue Bahnsteige, Einführung eines technisch unterstützten Zugleitbetriebs sowie für 14 Millionen Euro eine mögliche Elektrifizierung enthalten. Das Landratsamt Schwandorf kündigte 2024 an, eine Kosten-Nutzen-Analyse auszuschreiben.